# Alció de Winchell
L'alció de Winchell (Todiramphus winchelli) és una espècie d'ocell de la família dels alcedínids (Alcedinidae) que habita els boscos de les Filipines meridionals, incloent l'Arxipèlag de Sulu.